# Акара голубая
Акара голубая (лат. Andinoacara pulcher) — вид лучепёрых рыб из семейства цихловых.

## Происхождение
Обитают в мелких водоёмах со стоячей водой и в ручьях Колумбии, Панамы, северной части Венесуэлы и острова Тринидад. Имя в переводе обозначает «ручей».

## Характеристика
Рот у этих рыб меньше и морда острее, чем у рыб рода цихлазома (Cichlasoma). Тело сжато с боков, лоб выпуклый.
Голубая акара светло-серого цвета с голубоватым налётом и поперечными тёмными полосами. Между особями одного вида окраска может незначительно различаться, но всё равно иметь отличительный голубой оттенок. Через глаз и щёку проходит тёмная поперечная полоса. Спинной плавник окаймлён ярко-красной полоской. На голове и жаберных крышках множество алмазных блестящих точек. Такую окраску рыба сохраняет и вне периода нереста.
Половые различия не сильно выражены, но всё же заметны. При икрометании самка окрашена более ярко, чем самец. Основной отличительный признак взрослых самцов — острые концы спинного и анального плавников, в то время как у самки эти плавники закруглены. Рыба вырастает в аквариуме до 15 см, в природе — до 30 см.

## Содержание
Данный вид пользуется популярностью в аквариумистике из-за простоты в разведении и уходе. Аквариум для разведения должен быть длиной не менее 80 см, умеренно засаженный растениями, с крупными камнями, корягами, укрытиями и свободным местом для плавания. Растения лучше сажать в горшочки. Грунт песчаный. Освещение — любое. Содержание либо в паре, либо в небольшой группе. К химическому составу воды эти рыбки не требовательны, оптимальная температура — 24  °C.

## Кормление
Охотится за различным мелким кормом, главным образом за червями и насекомыми. Ест так же и сухой корм, в том числе и хлеб.

## Разведение
Половозрелости достигают в 8—10 мес. Родители ухаживают за потомством. Плодовитость 300—500 икринок, у крупных самок — до 1000 штук и более. В зависимости от Т и dH инкубационный период длится от 3 до 8 сутки, а ещё через 4 суток мальков начинают выкармливать стартовыми кормами: коловратками, науплиями рачков, нематодами, растёртым энхитреусом.

## Совместимость
Довольно миролюбива и спокойна, однако с возрастом акара становится более агрессивной.